# تاكيشي هوندا (متزلج فني)
تاكيشي هوندا (باليابانية: 本田武史 ) (و. 1981  م) هو متزلج فني، ومدرب تزلج فني ياباني، ولد في كورياما، فوكوشيما، شارك في الألعاب الأولمبية الشتوية 2002، وFigure skating at the 2003 Asian Winter Games ‏.

## روابط خارجية
- تاكيشي هوندا على موقع الاتحاد الدولي للتزلج (الإنجليزية)
- تاكيشي هوندا على موقع أوليمبيديا (الإنجليزية)